# Гисхюбль
Гисхюбль (нем. Gießhübl) — коммуна (нем. Gemeinde) в Австрии, в федеральной земле Нижняя Австрия.
Входит в состав округа Мёдлинг. Население составляет 1907 человек (на 31 декабря 2005 года). Занимает площадь 3.89 км².

## Политическая ситуация
Бургомистр коммуны — Ойген Краммер (СДПА) по результатам выборов 2005 года.
Совет представителей коммуны (нем. Gemeinderat) состоит из 19 мест.
- СДПА занимает 8 мест.
- АНП занимает 6 мест.
- Зелёные занимают 3 места.
- АПС занимает 2 места.